# Jerry Ordway
Pour les articles homonymes, voir Ordway (homonymie).
Jerry Ordway, né le 28 novembre 1957, est un auteur de bande dessinée américain surtout connu pour son rôle d'encreur sur Crisis on Infinite Earths (1985-1986) et Superman (1986-1993) et de scénariste sur Captain Marvel: The Power of SHAZAM! (1995-1999).

## Prix et récompenses
- 1986 : Prix Kirby de la meilleure équipe artistique pour Crisis on Infinite Earths (avec George Pérez)
- 1993 :  Prix Haxtur de la meilleure couverture pour Superman no 120
- 1995 :  Prix Haxtur du meilleur dessin pour The Power of Shazam
- 2017 : Temple de la renommée Joe Sinnott, pour l'ensemble de son œuvre d'encreur